# Alysson pertheesi
Alysson pertheesi (лат.) — вид песочных ос из подсемейства Bembicinae (триба Alyssontini).

## Распространение
Палеарктика. Европа, Сибирь, Дальний Восток, Япония, Корея.

## Описание
Мелкие осы (5—7 мм). У самок промежуточный сегмент и 1-й сегмент брюшка красные. Гнездятся в земле. Ловят мелких цикадок.

## Систематика
Относится к трибе Alyssontini из подсемейства Bembicinae.